# NK Đakovo
NK Đakovo je bivši nogometni klub iz grada Đakova i jedan od preteča HNK Đakovo-Croatia.

## Povijest
Nogomet u gradu Đakovu se organizirano počeo igrati još davne 1908. godine u okviru sekcije Hrvatskog sokola. Tijekom idućih godina, sve do završetka 2. svjetskog rata, u Đakovu je djelovalo ukupno petnaestak nogometnih klubova u raznim vremenskim razdobljima. 

Po završetku 2. svjetskog rata, 1945. godine osniva se Fiskulturno društvo Sloboda, koje kasnije mijenja ime u SD Sloboda i koje nastavlja nogometnu tradiciju u Đakovu. Nekoliko godina kasnije, točnije 1950. godine osniva se SD Mladost, koje 1954. godine mijenja ime u ĐŠK – Đakovački Športski klub.
Kako tijekom svoga djelovanja oba kluba nisu ostvarila značajnije rezultate, pokrenuta je inicijativa za za spajanjem Slobode i ĐŠK-a u jedan, jači i organiziraniji nogometni klub koji će dostojno predstavljati Đakovo. Na posljetku je dogovoreno da se slabije plasirani klub rasformira, a potom da članovi istoga kolektivno pristupe drugom klubu. 

Dana 9. veljače 1962. godine ĐŠK na redovnoj godišnjoj skupštini donosi zaključak o ukidanju društva i pripajanju Slobodi, dok potom dana 11. veljače 1962. godine, na svojoj godišnjoj skupštini, SD Sloboda mijenja ime u NK Jedinstvo Đakovo.
 
Navedeni datum uzima se kao službeni datum osnivanja kluba.
NK Jedinstvo pod istim imenom djeluje sve do 1989. godine, kada se nakratko imenu kluba dodaje sponzorsko ime NK Jedinstvo – RAD, da bi se potom 1992. godine ime kluba promijenilo u NK Đakovo. U natjecateljskoj sezoni 1992./93. klub nastupa pod sponzorskim imenom NK Đakovo – Energa, a u iduće dvije sezone također pod sponzorskim imenom NK Đakovo – Certissa.
27. lipnja 2012. ujedinio se sa svojim rivalom Croatijom u novi klub HNK Đakovo-Croatia.

## NK Jedinstvo Đakovo do 1992.
Odmah po osnivanju Jedinstvo postiže zapaženije rezultate i već iste sezone postaje prvak Osječkog nogometnog podsaveza, te kroz kvalifikacije ostvaruje ulazak u viši rang natjecanja. 
 
Potom 1964. godine juniorska momčad osvaja prvo mjesto i kup u Juniorskom prvenstvu podsaveza. 

1969. godine juniori Jedinstva kao najbolji amaterski sastav Slavonije odlaze u Zagreb na završnicu Amaterskog prvenstva Hrvatske gdje u srazu s juniorima NK Troglav Livno, NK Lokomotiva Rijeka i NK Elektrostroj Zagreb bivaju najbolji i postaju amaterski prvaci Hrvatske. 
Isti uspjeh juniori Jedinstva ostvaruju i 1974. godine kada ponovo postaju amaterski prvaci Hrvatske, ovog puta na završnom turniru u Đakovu na kojem su još sudjelovali juniori NK Dinara Knin, NK Rudar Labin i NK Varteks Varaždin. 

Seniorska momčad najveći uspjeh ostvaruje 1977. godine kada postaju prvaci Podravske skupine Slavonske nogometne lige, no u kvalifikacijama za ulazak u Hrvatsku ligu (tada 3. rang) igraju protiv NK Slavonija Požega te ne uspjevaju izboriti prolazak (4:2, 0:0), tako da sve do osnutka HNL-a nastavljaju natjecanje u 4. rangu. 

## NK Đakovo u HNL-u
Stvaranjem samostalne države, u prvoj natjecateljskoj sezoni unutar Hrvatskog nogometnog saveza koja se zbog ratnih zbivanja odigravala u proljeće i ljeto 1992. godine, NK Đakovo, poput ostalih klubova s područja Slavonije nije dobilo mogućnost nastupa u istoj, jer iz sigurnosnih razloga niže lige za navedeno područje nisu mogle biti formirane, niti se natjecanje u njima moglo normalno odvijati. 

Tijekom iste sezone stadion NK Đakovo u nekoliko prvenstvenih utakmica 1. HNL ugostio je slavonske prvoligaše NK Osijek i HNK Cibalia Vinkovci koji zbog ratnih zbivanja nisu bili u mogućnosti odigravati domaće utakmice na svojim stadionima. 
  
U sezoni 1992./93. NK Đakovo (tada pod imenom "NK Đakovo-Energa") nastupa u 3. HNL – Istok, gdje u borbi za prvo mjesto i plasman u 2. HNL gubi bitku s gradskim rivalom NK Croatijom. 

Već iduće sezone, 1993./94. igrači NK Đakova (ovoga puta pod imenom "NK Đakovo-Certissa") postaju prvaci 3. HNL – Istok ispred NK Slavonija Požega te ostvaruju povijesni plasman u 2. HNL – Sjever. 

U naredne tri natjecateljske sezone, od 1994./95. do 1996./97., đakovčani postižu osrednje plasmane u 2. HNL – Sjever, dok na kraju natjecateljske sezone 1997./98. zbog reorganizacije natjecanja ispadaju u 3. HNL – Istok. 

Sezona 1998./99. donosi mnoge nevolje klubu, koji zbog besparice i nesređenog stanja unutar samog kluba (koje je prijetilo čak i gašenjem istoga) cijelu sezonu nastupa s juniorskom momčadi, te u 32 prvenstvena kola ostvaruje tek jedan neodlučeni rezultat i osvaja 1 bod, koji im kasnije biva oduzet zbog nepravilnosti u radu kluba, tako da na neki način postižu neslavan rekord u HNL-u. 

U sezoni 1999./2000. klub se konsolidira te relativno uspješno nastupa u 1. ŽNL Osječko-baranjske županije, gdje osvaja 3. mjesto, da bi već u narednoj sezoni osvojio 1. mjesto i promociju u viši rang, natrag u 3. HNL – Istok. 

Idućih 5 sezona klub relativno uspješno nastupa u 3. HNL – Istok, da bi u sezoni 2005./06. usprkos osvojenom 9. mjestu zbog ponovne reorganizacije natjecanja u HNL-u ispao u 4. HNL – Istok. 

U idućoj sezoni NK Đakovo osvaja 3. mjesto u 4. HNL – Istok, da bi potom u sezoni 2007./08. ponovo osvojio prvo mjesto i sukladno tome povratak u 3. HNL – Istok. 

## NK Đakovo u Hrvatskom nogometnom kupu
U natjecanju za Hrvatski nogometni kup NK Đakovo do sada nije imao zapaženijih rezultata i uspjeha. 

U prvom natupu u sezoni 1993./94. bolji je u šesnaestini završnice bio prvoligaš NK Inker Zaprešić, a dvije sezone kasnije i HNK Dubrovnik. 

U sezoni 2006./07. NK Đakovo je na domaćem terenu imalo veliku šansu izbaciti iz daljnjeg natjecanja HNK Rijeku jer su velik dio utakmice vodili rezultatom 1:0, no na kraju je ipak presudilo neiskustvo tada relativno mlade momčadi.

U sezoni 2007./08. NK Đakovo postiže svoj najveći uspjeh u hrvatskom nogometnom kupu ulaskom u osminu završnice, gdje je bolji bio prvoligaš NK Zagreb. 

## Dres
Tradicionalno, dres NK Đakovo je kombinacija crvene i plave boje. Plavo-bijela je bila boja SD Slobode, a crveno-bijela ĐŠK-a te je pri stvaranju NK Jedinstva odlučeno da nove boje kluba budu kombinacije boja navedenih klubova, crvena i plava. 

No tijekom godina i prilikom pojedinih sezona u HNL-u igrači su, zbog raznih razloga-pretežno financijskih, ponekad nastupali i u drugim kombinacijama, pretežno plavim i bijelim. 

## Navijači
NK Đakovo je tradicionalno imalo veću navijačku podršku od gradskog rivala NK Croatije, što se najbolje vidjelo u sezoni 1994./1995. kada su oba kluba nastupala u 2. HNL i kada je prosjek gledatelja na domaćim utakmicama NK Đakova bio oko 700 gledatelja po utakmici, dok je na domaćim utakmicama NK Croatiu prosječno pratilo oko 250 gledatelja, a slična situacija je i danas. 

Prvi pokušaji organiziranog navijanja zabilježeni su krajem 80.-ih, te početkom i sredinom 90.-ih godina prošlog stoljeća kada je skupina mladića, uglavnom navijača Dinama i Hajduka s istočne tribine stadiona bodrila svoje nogometaše, no nikad se nisu uspjeli dogovoriti oko naziva navijačke skupine.   

## Gradski rivali
U gradu postoji tradicionalno rivalstvo s NK Croatia Đakovo, mlađim gradskim klubom koji je tek stvaranjem HNL-a došao u isti rang natjecanja s NK Đakovom, a što se najbolje ogleda u njihovim međusobnim susretima u sezonama kada su nastupali u istom rangu. 

Trenutačno se oba kluba natječu u 3. HNL – Istok. 

Pregled gradskih derbija u HNL-u:
1992./93.: Đakovo – Croatia -:-, -:- 

1994./95.: Đakovo – Croatia 2:1, -:- 

1995./96.: Đakovo – Croatia 0:2, 0:5 

1996./97.: Đakovo – Croatia 2:2, 1:5 

1997./98.: Đakovo – Croatia 2:4, 0:2 
 
2000./01.: Đakovo – Croatia 0:1, -:- 

2004./05.: Đakovo – Croatia 2:1, 0:1 

2005./06.: Đakovo – Croatia 2:0, 0:1 

2008./09.: Đakovo – Croatia 2:0, 0:1 

2009./10.: Đakovo – Croatia 2:1, 0:1 

2010./11.: Đakovo – Croatia 0:0, 2:0 

2011./12.: Đakovo – Croatia 1:0, 1:1 

2012. ova su se dva gradska rivala spojila u jedan klub HNK Đakovo-Croatia.

## Statistika u prvenstvima Hrvatske
| Sezona      | Rang | Liga                     | Pozicija | Utakmice | Pobjede | Neodlučeno | Porazi | Postignuti golovi | Primljeni golovi | Bodovi |
| 1992.       |      | nije igrano zbog rata    |          |          |         |            |        |                   |                  |        |
| 1992./93.   | 3    | 3. HNL – Istok           | 3.       | 30       | 20      | 2          | 8      | 84                | 33               | 42     |
| 1993./94.   | 3    | 3. HNL – Istok           | 1.       |          |         |            |        |                   |                  |        |
| 1994./95.   | 2    | 2. HNL – Sjever          | 12.      | 30       | 10      | 4          | 16     | 40                | 47               | 34     |
| 1995./96.   | 3    | 2. HNL – Sjever          | 14.      | 30       | 6       | 6          | 18     | 29                | 75               | 24     |
| 1996./97.   | 3    | 2. HNL – Istok           | 7.       | 30       | 12      | 7          | 11     | 36                | 40               | 43     |
| 1997./98.   | 2    | 2. HNL – Istok           | 13.      | 30       | 9       | 4          | 17     | 29                | 59               | 31     |
| 1998./99.   | 3    | 3. HNL – Istok           | 17.      | 32       | 0       | 1          | 31     | 14                | 141              | 0 (-1) |
| 1999./2000. | 4    | 1. ŽNL Osječko-baranjska | 3.       | 29       | 17      | 3          | 9      | 57                | 32               | 54     |
| 2000./01.   | 4    | 1. ŽNL Osječko-baranjska | 1.       | 30       | 20      | 4          | 6      | 74                | 20               | 64     |
| 2001./02.   | 3    | 3. HNL – Istok           | 11.      | 30       | 10      | 10         | 10     | 52                | 52               | 40     |
| 2002./03.   | 3    | 3. HNL – Istok           | 2.       | 30       | 18      | 7          | 5      | 70                | 34               | 61     |
| 2003./04.   | 3    | 3. HNL – Istok           | 4.       | 30       | 12      | 7          | 11     | 44                | 38               | 43     |
| 2004./05.   | 3    | 3. HNL – Istok           | 11.      | 30       | 11      | 4          | 15     | 42                | 48               | 37     |
| 2005./06.   | 3    | 3. HNL – Istok           | 9.       | 34       | 14      | 7          | 13     | 52                | 38               | 49     |
| 2006./07.   | 4    | 4. HNL – Istok           | 3.       | 30       | 16      | 8          | 6      | 67                | 25               | 56     |
| 2007./08.   | 4    | 4. HNL – Istok           | 1.       | 30       | 18      | 5          | 7      | 79                | 34               | 59     |
| 2008./09.   | 3    | 3. HNL – Istok           | 5.       | 33       | 17      | 6          | 10     | 46                | 31               | 57     |
| 2009./10.   | 3    | 3. HNL – Istok           | 9.       | 34       | 15      | 8          | 11     | 54                | 49               | 53     |
| 2010./11.   | 3    | 3. HNL – Istok           | 3.       | 34       | 20      | 5          | 9      | 57                | 38               | 65     |
| 2011./12.   | 3    | 3. HNL – Istok           | 8.       | 29       | 10      | 8          | 11     | 47                | 40               | 38     |

## Nastupi u Hrvatskom nogometnom kupu
1993./94.
- šesnaestina finala: NK Đakovo – NK Inker Zaprešić 2:3
- uzvratna utakmica: Inker Zaprešić – NK Đakovo 5:0

1995./96.
- šesnaestina finala: NK Đakovo – HNK Dubrovnik 2:3
- uzvratna utakmica: HNK Dubrovnik – NK Đakovo   5:0

2006./07.
- pretkolo: NK Dinamo Palovec – NK Đakovo 0:0, 3:4 – 11 m
- šesnaestina finala: NK Đakovo – HNK Rijeka 1:2

2007./08.
- pretkolo: NK Đakovo – NK Mladost Ždralovi 5:0
- šesnaestina finala: NK Đakovo – NK Kamen Ingrad Velika 2:1
- osmina finala: NK Đakovo – NK Zagreb 0:7

## Uspjesi
- 3. HNL – Istok: – prvak 1993./94.
- 3. HNL – Istok: – drugo mjesto 2002./03.
- 4. HNL – Istok: – prvak 2007./08.
- 1. ŽNL Osječko-baranjska – prvak 2000./01.

## Poznati igrači i treneri
- Ivan Grnja